# Schefflera hypochlora
Schefflera hypochlora là một loài thực vật có hoa trong Họ Cuồng cuồng. Loài này được (Dunn ex K.M.Feng) Frodin miêu tả khoa học đầu tiên năm 2003 publ. 2004.